# Thomas Lyrevik
Karl Thomas Lyrevik, född 22 juli 1955, är en tidigare ämbetsman och socialdemokratisk statssekreterare.
Lyrevik har en högskoleexamen i nationalekonomi från Stockholms universitet och var 1986-1994 tjänsteman på Finansdepartementet, Statsrådsberedningen och Sveriges Radio AB. Han var departementsråd och enhetschef på Finansdepartementets budgetavdelning när han 1994 utsågs till statssekreterare på Kulturdepartementet (1994-1996). Åren 1997-2002 var Lyrevik VD för Riksteatern.
Under sin tid som chef på Riksteatern orsakade han den så kallade Ahlenius-affären när han läste in ett meddelande på generaldirektör Inga-Britt Ahlenius telefonsvarare, där han skämtsamt uppgav sig vara landets finansminister Bosse Ringholm. Han har även blivit uppmärksammad för att som chef för Riksteatern ha varit ytterst ansvarig för  Lars Noréns teaterpjäs, 7:3 som blev mest känd genom att en av deltagarna,  Tony Olsson, som var på permission från fängelset för att deltaga i repetitionerna, avvek och deltog i Malexandermorden, där två polismän sköts till döds.
Han har tillsammans med sin maka Anna Lyrevik publicerat barn- och ungdomsböckerna Nora från Ingenstans (Bokförlaget Opal 2004), När vi sa farväl till Niklas (Natur & Kultur 2005) och När vi kom till paradiset (Natur & Kultur 2009). I slutet av 2018 gav Lyrevik ut Den kungliga kleptokratin - Makt, manipulation, berikning på Bokförlaget Korpen. På samma förlag i november 2020 publicerade Lyrevik Den kungliga korruptionen - Kort om svensk kleptokrati.